# Håja (Tromsø)
Håja (deutsch „hohe Insel“) ist eine felsige Insel in der Kommune Tromsø (Provinz Troms, Norwegen). Sie liegt westlich der Stadt Tromsø (35 km), der Insel Kvaløya (5 km) und der Insel Sessøya (2,5 km). Vom nordwestlichen Ende zieht sich über die dem offenen Meer zugewandte westliche Seite bis in den Südosten eine Steilwand, die der Insel ihren Namen gegeben hat. Auf der Ostseite befindet sich jedoch eine Bucht, die einen natürlichen sandigen Hafen bildet.
Im Osten vorgelagert befinden sich einige deutlich kleinere Inseln, deren größte (ca. 400 m × 200 m) den Leuchtturm Håja beherbergt.

## Sonstiges
- Am Gipfel ist ein Steinmännchen errichtet, bei dem Besucher sich in ein Gipfelbuch eintragen können.[1]
- Der Architekt Jan Inge Hovig nannte Håja als eine mögliche Inspirationsquelle für die Architektur der Ishavskatedralen in Tromsø.[2]